# 日本國鐵DD10型柴油機車
DD10型柴油机车（日语：DD10形ディーゼル機関車）是日本铁路的第一代柴油机车车型之一，由川崎重工业于1935年（昭和10年）研制成功，该型机车仅试制了一台，并未投入批量生产。

## 历史
1929年至1930年间，作为第一次世界大战结束后的赔偿，日本铁道省从德国先后引进了两台柴油机车。两种机车的柴油机装车功率均为600马力（441千瓦），但采用了各异的传动方式，以作比较。其中一台机车由克虏伯公司制造，采用机械传动方式，称为DC10型柴油机车；而另一台机车由埃斯林根机械制造厂制造，采用电力传动方式，称为DC11型柴油机车。1930年代起，随着日本工业生产力的提高，逐渐掌握了柴油机的技术。
1935年，川崎重工业在DC10、DC11型柴油机车的基础上，自行研制了首台DD10型柴油机车，可用于调车作业或牵引小运转列车。这台机车出厂后配属于小山机关区，在小山站担当调车作业任务。试验结果显示，与当时的主流调车机车（2120型蒸汽机车）相比，DD10型柴油机车的性能水平基本与之相当。但DD10型柴油机车的噪音和振动问题较严重，距离实用水平还有一段距离。1930年代末，由于战争时期的燃油管制，DD10型柴油机车被长期封存，并于1947年（昭和22年）9月报废。机车报废后存放在大宫工场，至1965年（昭和40年）被拆解。

## 技术特点
DD10型柴油机车采用全金属焊接而成的箱形车体结构，与同时期的ED18型电力机车车体十分相似。车体各项载荷全部由底架承担，车体侧墙和顶盖不参与承载。车体两端为露天的通过台区域，两端各设有一个司机室和一扇贯通端门，车身涂装采用葡萄色1号。机车走行部为两台三轴转向架，DD10型柴油机车采用了A1A-A1A轴式以减轻轴重，每台转向架仅前后两根车轴装有牵引电动机，中间轴为无动力的负重轴。悬挂系统由螺旋弹簧、钢板弹簧、均衡梁等组成。牵引电动机采用抱轴式半悬挂，牵引电动机的一端安装在转向架构架上，而另一端通过抱轴承刚性抱合在车轴上。
机车的动力装置为一台由新泻铁工所研制的K8C型柴油机，该型柴油机为八气缸、直列式四冲程柴油机，采用了当时最先进的涡流室式燃烧室。气缸直径为250毫米，活塞行程为290毫米，小时制额定功率为600马力，持续功率为500马力，额定转速为每分钟900转。机车采用直—直流电传动，传动方式和DC11型柴油机车大致相同，机车装用一台300千瓦的直流发电机，向四台并联的牵引电动机供电。牵引电动机额定功率为100千瓦，额定电压为600伏。

## 参看
- DC10型柴油机车
- DC11型柴油机车
- 日本柴油机车列表